# Heiligenhäuschen

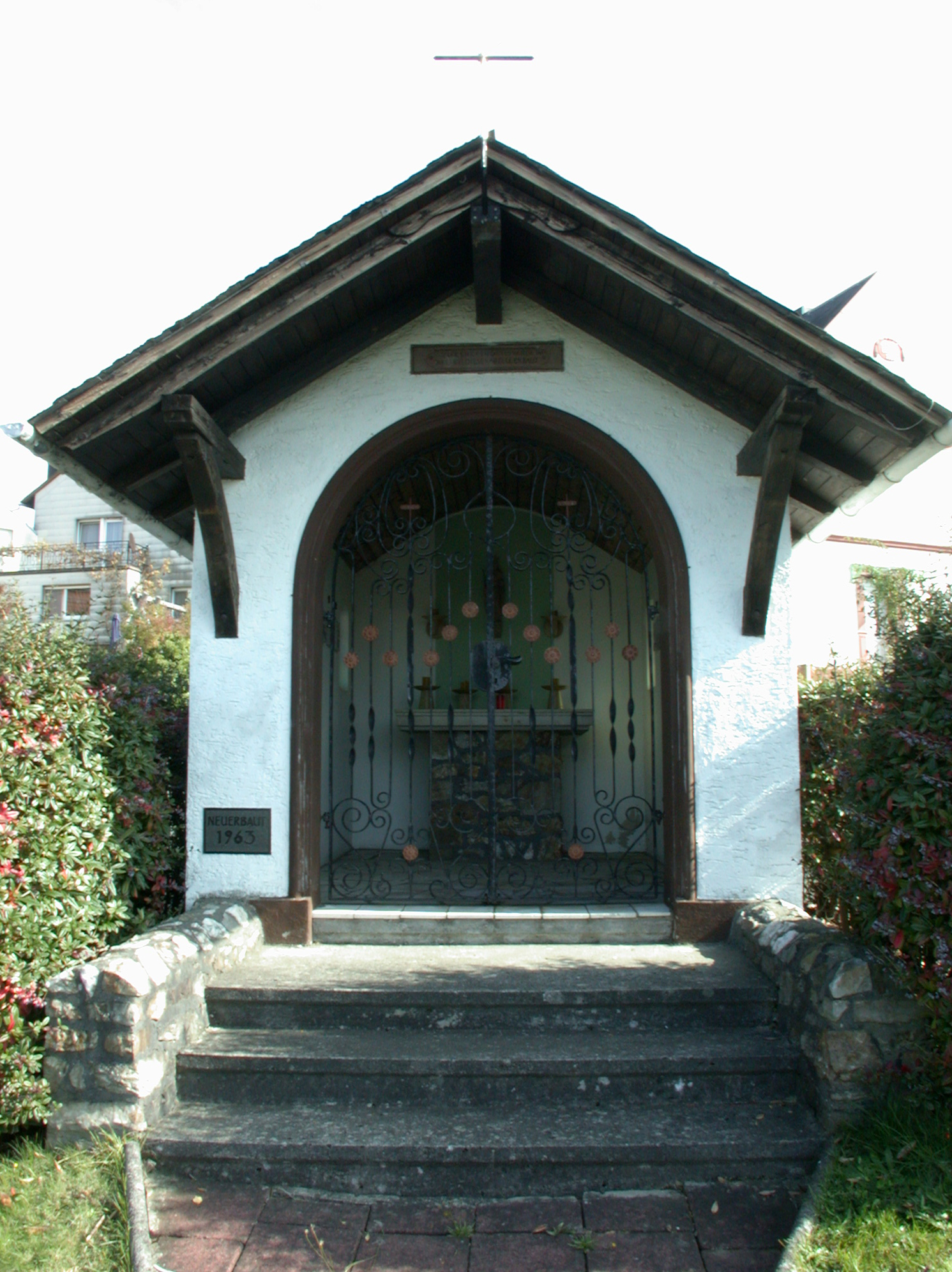
Heiligenhäuschen in Haintchen, Taunus

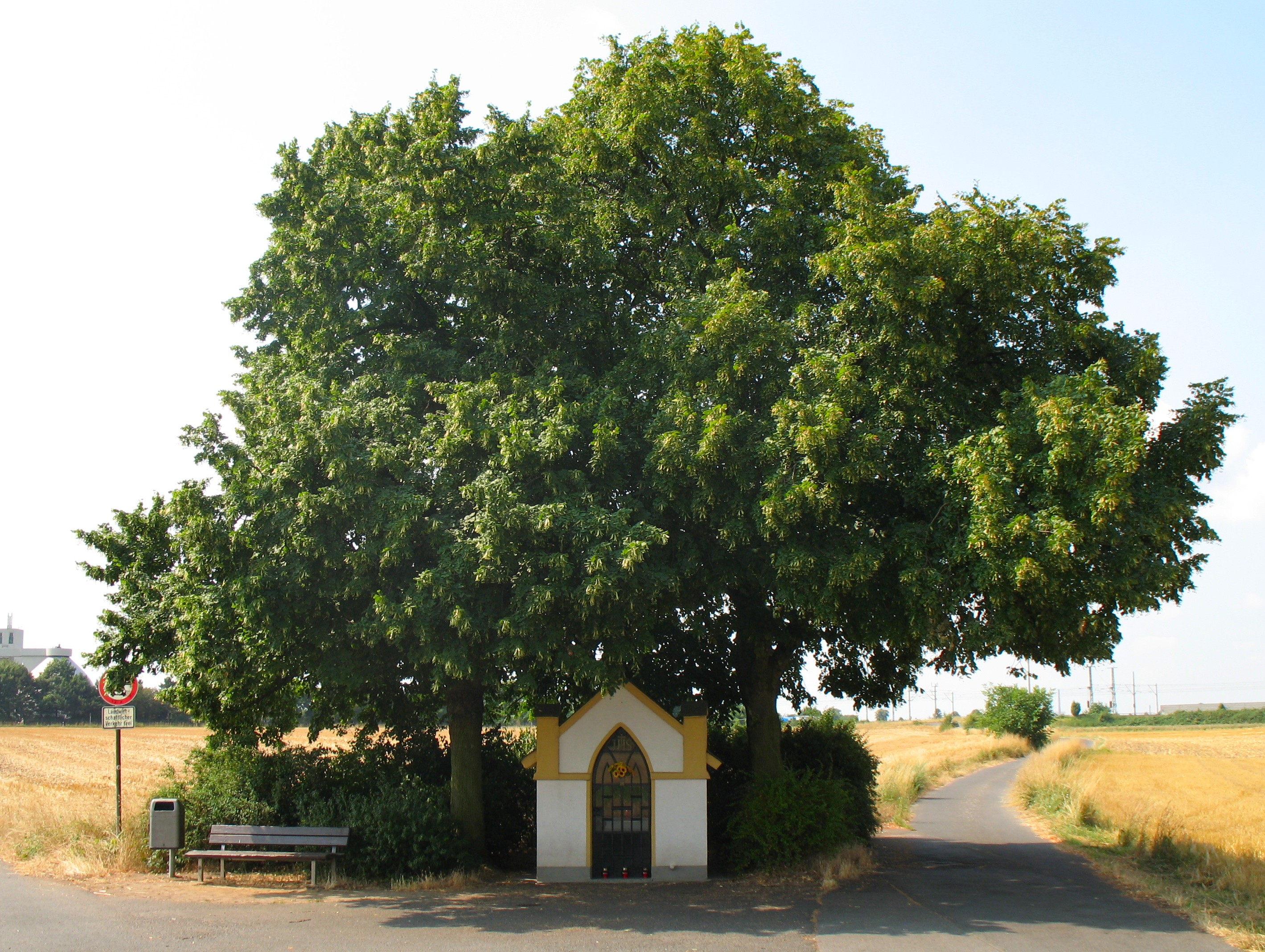
Heiligenhäuschen in Köln-Porz-Elsdorf

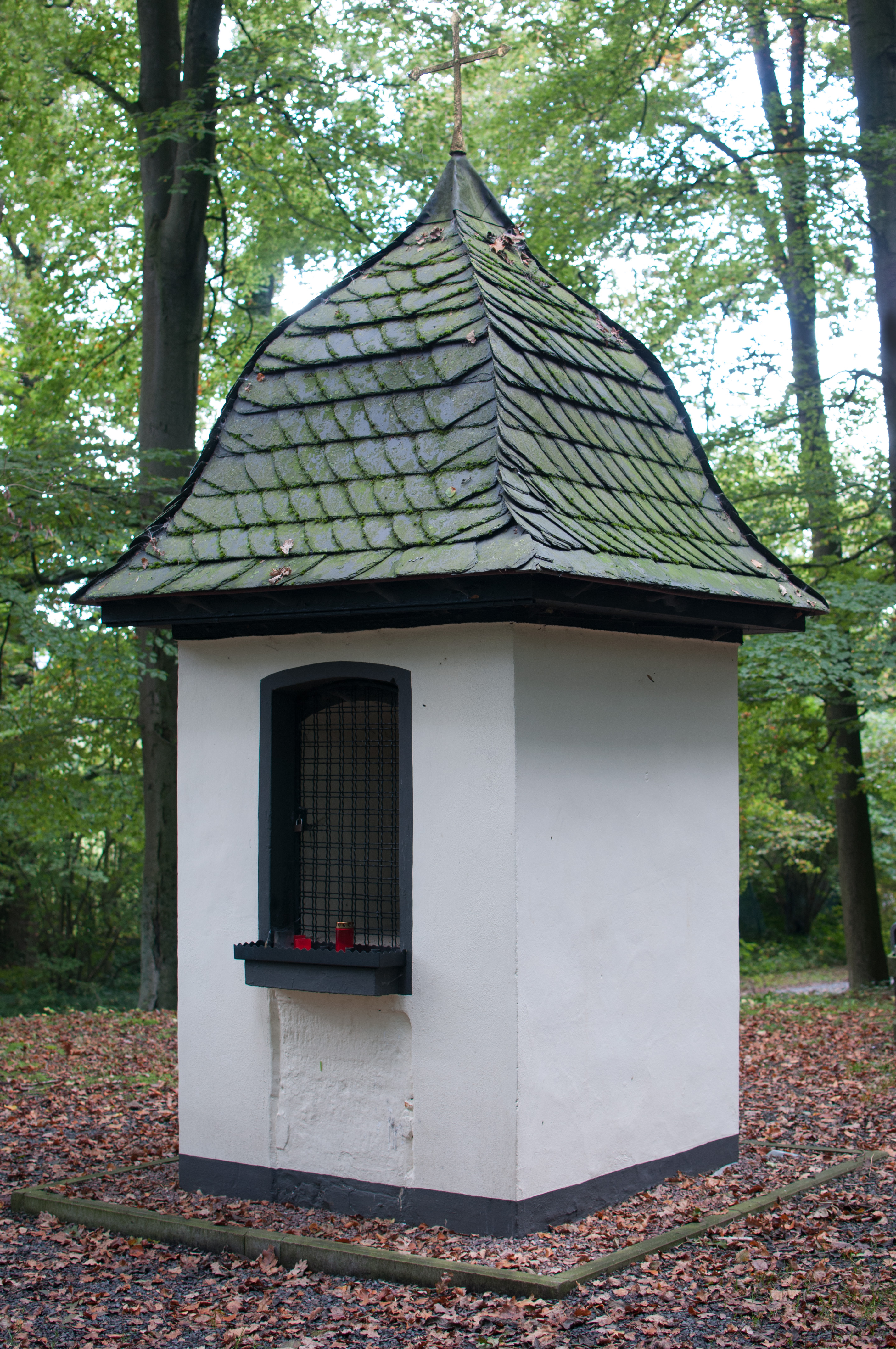
Heiligenhäuschen in Arnsberg-Herdringen

Ein Heiligenhäuschen ist ein religiöses Kleinbauwerk zum Schutz einer darin aufgestellten Heiligenfigur oder eines Heiligenbildes. Die Häuschen stehen an Straßen und Wegen, in freier Landschaft oder mitten im Ort. Man findet sie häufig an Wallfahrts- und Prozessionswegen, regional werden sie auch Prozessionshäuschen, Altar- oder Andachtshäuschen oder Kapellenbildstöcke genannt und zu den Bildstöcken gezählt.

## Funktion
Heiligenhäuschen waren immer ein Zeichen der Frömmigkeit und Orte der Besinnung. Bei Prozessionen konnten sie als Unterwegsstation zur Spendung des sakramentalen Segens dienen, bei Wallfahrten als Station. Sie wurden häufig nicht von der Allgemeinheit, sondern von einzelnen Familien gestiftet, die dadurch in der Öffentlichkeit ihren Glauben bekannten. Die Häuschen werden heutzutage von der Kirche, Vereinen und der öffentlichen Hand sowie durch Privatpersonen betreut, wozu oft die ständige Erneuerung von Blumenschmuck und Kerzenlichtern gehört.

## Architektur
In den Häuschen befindet sich oft ein altarartig gemauerter Unterbau mit einem nischenartiger Oberbau, der das Bildnis eines Heiligen aufnimmt, das durch Gitterwerk geschützt ist. Der Abschluss ist dachartig. Größere Heiligenhäuschen sind auch begehbar und konnten als Schutzhütte zum Unterstellen bei Regen dienen, mitunter dienten auch angebaute Vordächer diesem Zweck.
Manchmal sind Heiligenhäuschen mit einem Opferstock und einem Kerzenständer für Opferkerzen versehen. Häufiger finden sich auch neben dem Heiligenhäuschen Bänke aus Holz oder, vor allem in der Eifel, aus Basaltlava als Sitzgelegenheit, in manchen Regionen auch höhere Steinpfeiler oder Holzgerüste (im Rheinland Räst genannt), auf denen man Traglasten (z. B. Körbe mit Marktware) abstellen konnte, um sie nach der Rast nicht vom Boden aufheben zu müssen.

## Geschichte
Heiligenhäuschen lassen sich vom frühen 13. Jahrhundert bis ins 20. Jahrhundert verfolgen. Die Bauwerke sind aus unterschiedlichen Motiven heraus entstanden. Neben der Verehrung der dargestellten Heiligen – häufig die Gottesmutter Maria – wurden sie früher errichtet, um an besondere Begebenheiten bzw. schlimme Ereignisse wie Unfälle oder Epidemien zu erinnern oder um Felder und Höfe zu schützen. Manche markieren besondere Punkte in der Landschaft, stellen die Erfüllung von Gelübden ex voto dar oder sind einfach ein Ausdruck des Glaubens. Mit vielen verbinden sich Sagen, die oft als „uralt“ gelten, in vielen Fällen aber tatsächlich nur bis in die Zeit der Romantik zurückverfolgt werden können.

## Jüngere Geschichte
Vor allem nach dem Zweiten Weltkrieg wurden viele Heiligenhäuschen aus Verkehrsgründen, bei Flurbereinigungsmaßnahmen oder dem großflächigen Abbau von Bodenschätzen (z. B. Braunkohle oder Bims) abgerissen. Manchmal wurden sie durch modern gestaltete Bauten ersetzt oder an anderer Stelle originalgetreu wiederaufgebaut. Aus Sicherheitsgründen (Diebstahlgefahr) mussten auch bei vielen original erhaltenen Heiligenhäuschen wertvolle Skulpturen oder Gemälde in besser gesicherte Kirchen oder Museen verbracht werden. Historisch bedeutende Heiligenhäuschen werden wegen ihrer kunst-, kultur- und heimatgeschichtlichen Bedeutung mittlerweile denkmalgeschützt.